# Attic Thoughts
Attic Thoughts è un album in studio di musica strumentale del musicista svedese Bo Hansson, pubblicato nel 1975.

## Tracce
Side 1
1. Attic Thoughts: a) March b) Repose c) Wandering – 5:33
2. Time and Space – 1:39
3. Waiting... – 7:34
4. Waltz for Interbeings – 3:26

Side 2
1. Time for Great Achievements – 3:11
2. The Hybrills – 1:24
3. Rabbit Music: a) General Woundwort b) Fiver – 6:30
4. Day and Night – 4:33
5. A Happy Prank – 3:17